# Zuidveld (Midden-Drenthe)
Zuidveld est un hameau situé dans la commune néerlandaise de Midden-Drenthe, dans la province de Drenthe. Le 1er janvier 2007, le hameau comptait 191 habitants.